# Джим Гоппер
Джим Гоппер  — головний герой серіалу «Дивні дива», якого грає Девід Гарбор. Він — поліцейський Говкінса, прийомний батько Одинадцяти і друг Джойс Баєрс.

## Біографія
Гоппер був начальником поліції в маленькому містечку Гокінс, штат Індіана, де він безтурботно жив, хоча його вічно переслідувало неспокійне минуле. Після того, як давня подруга Джойс Баєрс повідомила, що її син Вілл таємниче зник, життя Гоппера стало складнішим. Він почав розплутувати змову, пов'язану з сусідньою Національною лабораторією Гокінса, виявивши, що лабораторія проводила експерименти, які випадково відкрили ворота в альтернативний вимір. Під час своїх розслідувань Гоппер і Джойс зустріли Одинадцять, піддослідну дитину-втікачку, яка мимоволі відкрила ворота за допомогою психокінетичних здібностей. Згодом Гопперу та Джойс дозволили пройти через ворота та шукати Вілла, знайшовши його прикинутим в альтернативній версії публічної бібліотеки ; він був без свідомості, але живий. Пізніше того ж року Гоппер виявила, що Одинадцять, яку вважали померлою, насправді була жива й жила сама в лісі. Він вирішив прийняти її, забезпечивши для неї дім у своїй хатині, і зробив усе можливе, щоб сховати її від влади.
Після того, як у жовтні 1984 року місцеві посіви почали гнити, Гоппер виявив, що таємничі тунелі під Гокінсом були джерелом розкладання. Доктор Оуенс, новий голова лабораторії Хокінса, неохоче повідомив йому, що міжвимірні ворота під закладом активно збільшуються в розмірах і, у свою чергу, руйнують навколишнє середовище. Пізніше зграя демогоргонів, які називаються «Демодоги», походили з альтернативного виміру, напали на лабораторію, причому Гоппер і його союзники ледве вижили. Безпосередню загрозу було нейтралізовано, коли Одинадцять у супроводі Гоппера повернувся до лабораторії; Одинадцять запечатала Ворота своїми особливими здібностями, перервавши зв'язок із тим, що вона назвала «Навиворотом». У наступні місяці лабораторію Гокінса закрили, а Гоппер спостерігав, як цемент заливає останні сліди воріт. За допомогою Оуенса він зміг офіційно усиновити Одинадцять, її офіційне ім'я стало «Джейн Гоппер».
У червні 1985 року Джойс почала хвилюватися через магніти, які не приклеїлися до її холодильника; вона вважала, що з Гокінсом знову відбувається щось дивне. Скептично налаштований Гоппер намагався відкинути її занепокоєння, відвівши її до покинутої лабораторії Гокінса, щоб показати їй, що кошмар «закінчився». Однак, обшукуючи заклад, Гоппер зустрів таємничого російського вбивцю та вступив у бій. Після цього Гоппер і Джойс почали розслідувати масштабну змову, пов'язану з корумпованим мером, підозрілою діяльністю в місцевій електромережі та нещодавно збудованим торговим центром Starcourt. Знайшовши радянського вченого Олексія та захопивши його в заручники, ці троє зустрілися з журналістом Мюрреєм Бауманом. Через Мюррея Олексій повідомив американцям, що під Старкорт Молл була побудована секретна база; на базі містилася експериментальна технологія, яка могла відкрити вже ослаблену тканину реальності в Гокінсі, Індіана. На основі того, чого навчилися «загони Scoops», Гоппер, Джойс і Мюррей проникли на секретну базу та вирішили вивести з ладу радянську машину. Однак, досягнувши диспетчерської, Гоппер потрапив у засідку вбивці, якого вони з Джойс зустріли в лабораторії Гокінса. Хоча він зрештою переміг і вбив Григорія, Джойс була змушена вимкнути нестабільну машину, поки Гоппер стояв поруч; чоловік пірнув у пошуках укриття й приземлився на нижню платформу, оскільки електрика затопила заклад.
Хоча він вижив, Гоппер незабаром був схоплений радянськими військами, і решта Гокінса вважали його мертвим. Радянська влада катувала чоловіка, щоб отримати інформацію, і примусово відправила в рабство до свого табору для полонених на Камчатці. До березня 1986 року Гоппер зав'язав складну дружбу з охоронцем Дмитром Антоновим. Гоппер вирішив, що спробує звільнитися, і, незважаючи на деякі початкові коливання, Дмитро вирішив йому допомогти. Антонов надіслав Джойс пакет із прихованим повідомленням, що спонукало її та Мюррея поїхати до Росії, щоб звільнити його. Тим часом Гоппер і багато інших в'язнів були повідомлені, що вони повинні битися зі спійманим гуманоїдним хижаком — Демогоргоном з Навивороту. Гоппер був приємно здивований, коли знову зустрівся з Джойс і Мюрреєм, які проникли в установу. Незважаючи на втечу на склад в Кирзрані, група повернулася до в'язниці після того, як дізналася, що діти Гоппера та Джойс опинилися під загрозою нового зла, яке загрожувало Гокінсу. Вони сподівалися, що, знищивши закручені частинки, свідками яких вони були в основі — захоплений фрагмент «Мозкожера», — вони зможуть завдати шкоди розуму-вулику Навивороту та допомогти друзям у біді. Повернувшись до в'язниці, Гоппер, Джойс і Мюррей дізналися, що постріли розбили танки, що тримали фрагмент Мозкожера та численні кріогенно заморожені Демодоги, а Мозкожер оживив Демодогів. Американці вирішили вбити Демодогів і російського Демогоргона, борючись за їхні життя, сподіваючись завдати болю розуму вулика. Через деякий час Гоппер, Джойс і Мюррей зуміли стратити всіх створінь і поїхали назад до Америки. Через два дні Гоппер і Одинадцять щасливо возз'єдналися в старій хатині. Через кілька хвилин вони та їхні союзники з жахом спостерігали, як чотири нещодавно відчинені ворота почали проникати у Гокінс.

## Особистість
Через деякий час після досягнення 18-річного віку Гоппер був призваний до Хімічного корпусу армії США за вступним листом для участі у війні у В'єтнамі. Він був підданий впливу небезпечних хімікатів, таких як Agent Orange, гербіцид, який використовувався для пошкодження рослинності, яку NVA і Viet Cong використовували для прикриття. Разом із його друзями, які служили, усі вони намагалися повернутися до звичного життя після війни, але вплив хімікатів призвів до численних ускладнень зі здоров'ям, і, як наслідок, вони не могли мати здорових дітей. Дружина Гоппера, Діана, на щастя, змогла народити їхню дочку Сару. Однак це було б недовго, оскільки Сара захворіла на рак у молодому віці. Втрата доньки та сімейного життя зробила Гоппера емоційно стриманим і цинічним. Щоб впоратися зі своїм болем, він регулярно вживав алкоголь, викурював кілька сигарет на день і розвинув звикання до препаратів. Замість того, щоб заводити справжні стосунки з людьми, він спав з кількома жінками, з якими більше ніколи не спілкувався. Незважаючи на те, що він був начальником поліції, він не піклувався про свою роботу, оскільки він регулярно спав і з'являвся пізно, і мав загальне невимушене ставлення в офісі ще до справ. Лише коли Вілл Баєрс зник безвісти і виявилося, що це було прикриття уряду, він почав піклуватися про те, щоб виконувати свою роботу належним чином.
Забравши Одинадцять до свого нового дому, Гоппер став дуже співчутливим і відповідальним, тому вони швидко сформували зв'язок між батьком і дочкою. Гоппер боявся втратити її, як і свою доньку, тому не мав іншого виходу, окрім як заборонити Одинадцять взагалі залишати хатину. Його турбота про неї була настільки жорстокою, що одного дня він розлютився на неї за те, що вона піддала себе небезпеці, про що він шкодував. Пізніше Гоппер попросив у неї вибачення. Співчуття Гоппера до Одинадцять стало причиною того, що він пізніше за допомогою доктора Оуенса взяв її як свою прийомну дочку. Він також став надмірно захищати Одинадцять і почав вірити, що Майк Вілер погано впливає на неї, оскільки не хотів, щоб Одинадцять так швидко виросла. Він почав розвивати романтичні почуття до Джойс, але йому було важко зізнатися в них їй. Проте Гоппер був готовий ризикнути своїм життям, щоб захистити Джойс і дітей.

## Навички
Досвідчений боєцьяк ветеран армії та нинішній начальник поліції, Гоппер добре навчений боксу та кікбоксингу в рукопашному бою. Він побив Девіда О'Беннона, переміг охоронців MP, він зміг легко битися і нокаутувати російського шпигуна.
Досвідчений стрілецьяк ветеран армії та нинішній начальник поліції, Гоппер заслуговує на увагу своїм досвідом роботи з різноманітною вогнепальною зброєю, починаючи від пістолетів, рушниць і гвинтівок. Хоча він здебільшого носив із собою свій револьвер під час розслідувань і вирішення дрібних суперечок, чоловік продемонстрував надзвичайну майстерність у поводженні з гвинтівками та дробовиками, коли бився пліч-о-пліч з Одинадцять і захищав її від Демодогів, вистріливши у значну кількість із них без багатьох труднощів, а пізніше, коли він стріляв у росіян, тримаючи гвинтівку однією рукою. Гоппер також майстерно метає зброю, оскільки він влучно кинув спис у пащу російського Демогоргона.
Інстинкти виживанняосновні навички виживання Гоппера значно допомогли йому, коли він опинився в пастці в тунелях, зіпсованих Навиворотом. Будучи природженим фахівцем у виживанні, він утік із жахливих і надприродних місць, витримав нелюдську жорстокість у російській в'язниці та навіть бився з Демогоргонами холодною зброєю.
БагатомовністьГоппер також мав певні знання щодо роботи радіо та його механізмів, оскільки він навчив Одинадцять, як спілкуватися по радіо за допомогою азбуки Морзе під час їх спільного перебування, а також дуже швидко визначив азбуку Морзе, яку подавав Вілл.

## Відносини з персонажами
1. Сара Гоппер 
Сара народилася в квітні 1971 року. Гоппер дуже оберігав доньку. Вони часто читали разом, вивчали науку та грали в парку. Однак, незабаром у дівчинки діагностували рак. Під час хіміотерапії Джим часто лежав на її лікарняному ліжку і читав їй, але часто сидів сам на сходах лікарні, плачучи. Зрештою Сару не вдалося врятувати, і вона, на жаль, померла прямо на очах у своїх спустошених батьків. Після усиновлення Одинадцятої Гоппер бачить у ній багато від Сари. Їдучи до лабораторії Гокінса, щоб закрити ворота, Гоппер пояснює Од, що таке чорна діра, і що у Сари є книжка з малюнками про це, яка їй дуже подобається. Одинадцять запитує, хто така Сара, і Гоппер каже, що вона «його маленька дівчинка». Коли Од запитує, де вона, Гоппер каже, що «чорна діра дістала її», і що він боїться, що вона забере і Одинадцять, що змушує Гоппера вибачитися перед дівчинкою за те, що був суворий до неї. Через місяць, коли Гоппер дозволяє Од відвідати Сніжний бал, він дарує їй резинку для волосся Сари.
2. Одинадцять (Од) 
Переховуючи Одинадцять протягом майже року в старій хатині свого дідуся, заради її власної безпеки, двоє утворюють зв'язок між батьком і дочкою. Хоча Гоппер ретельно піклувався про Одинадцять, його рішення заборонити їй залишати хатину розлютило останню, оскільки вона не могла побачитися з Майком. Гоппер, який був доставлений до лабораторії Хокінса через свої травми, пошкодував про свої дії, вибачився за погану поведінку та зізнався, що він лише хотів захистити її. Пройшовши через багато труднощів і випробувань, вони знову об'єднуються, пробачають одне одного і разом закривають Ворота. Наприкінці подій 2 сезону Гоппер офіційно всиновлює Одинадцять як свою дочку «Джейн». У 1985 році Одинадцять і Майк тепер пара, і хлопець часто відвідує хатину, щоб провести з нею час, до великого роздратування Гоппера. Крім того, хоча тепер він дозволяє Одинадцятій залишати хатину, Гоппер дав їй набір правил, яких слід дотримуватися, включаючи комендантську годину, і не дозволяє їй відвідувати місця, де занадто багато людей, такі як торговий центр Starcourt. Роздратування Гоппера тим, скільки часу Одинадцять проводить з Майком, який, на його думку, для неї поганий, змушує його спробувати поговорити з ними по душах. Коли це не вдається через те, що Майк поводився огидно, Гоппер змушує його навмисно уникати Одинадцять. Після останньої битви проти чудовиська-павука Одинадцять зустріла Джойс, чиє горе на обличчі сповістило Одинадцять, що Гоппер, мабуть, загинув, закриваючи ворота, відкриті росіянами. Перш ніж залишити Гокінс з родиною Байєрс, Од отримала останній лист від Гоппера, який чітко дав зрозуміти, що йому не вистачає часу зі своєю прийомною донькою через те, що вона проводила більше часу з Майком, але також сказав, що він знає, що Одинадцять стає старшою та дорослішою, і вона більш ніж здатна робити власний вибір. Він закінчив листа останнім проханням — тримати двері відчиненими на три дюйми. Після того, як Векна був тимчасово переможений, Гоппер і Джойс нарешті повернулися до США, а Одинадцять зі сльозами на очах возз'єдналася зі своїм прийомним батьком, сказавши йому, що ніколи не переставала вірити, що він живий.
3. Джойс Баєрс 
Гоппер і Джойс знайомі ще зі школи. Вони були досить близькі, часто пропускали уроки. Їхня дружба тривала і у зрілому віці та збереглася навіть після того, як Гоппер повернувся до Хокінса після кількох років проживання в іншому місті. Гоппер допомагає Джойс шукати її сина Вілла. У 1985 році Гоппер запросив Джойс на вечерю до Енцо, але вона так і не з'явилася, образивши почуття Гоппера. Однак він допоміг Джойсу розкрити план росіян відкрити Ворота Навивороту. Протягом усієї подорожі вони сперечалися та робили уїдливі коментарі одне про одного, поки не втрутився Мюррей Бауман і не попросив їх просто визнати почуття, які вони відчували. Гоппер, Джойс і Мюррей проникли на оперативну базу росіян і зуміли знищити машину, яка відкривала Ворота, але Гоппер потрапив у вибух, залишивши Джойса в глибокому горі та з думкою, що він помер. Через вісім місяців Джойс натрапила на лист від «Енцо», в якому повідомлялося, що Гоппер вижив. Вони з Мюрреєм вирішили відправитися на Камчатку, щоб врятувати його, і після кількох перешкод їм вдалося возз'єднатися одне з одним. Джойс була в жаху від шрамів, які отримав Гоппер, але він запевнив її, що йому «у будь-якому випадку потрібно було схуднути», і розповів, як він уявляв собі романтичну вечерю з нею, перш ніж двоє нарешті віддалися почуттям одне до одного і поцілувалися перший раз. Джойс врятувала Гоппера від розтерзання «Демодогом». Пізніше вони повернулися назад в Гокінс.
4. Діана Гоппер 
Діана — колишня дружина Гоппера і мати Сари. Вони одружилися в 1972 році і народили дитину, яку обоє дуже любили. Але після того, як у Сари діагностували рак і вона померла, Діана і Джим розлучилися в 1979 році, через що Джим повернувся до свого рідного міста в Хокінс, штат Індіана, а Діана зустріла чоловіка на ім'я Білл і народила ще одну дитину.
5. Майк Вілер 
Допитуючи Майка про місцезнаходження Вілла, Гоппер наказав Майку та його друзям не шукати хлопця, але Майк таємно не послухався його. Коли Гоппер зрозумів, що Майку загрожує небезпека, він без вагань знайшов його і прийшов на допомогу. У 1984, коли Майк дізнався, що Гоппер приховував Одинадцять майже цілий рік, він розлютився на нього. Коли Майк вилив увесь свій гнів, Гоппер втішив ридаючого Майка, вибачившись перед ним, коли усвідомив, наскільки він був неправий, ховаючи Одинадцять. Однак у 1985 році Гоппер і Майк знову не були в добрих відносинах, особливо коли Гоппер був роздратований тим, скільки часу його прийомна донька, Одинадцять, проводить з Майком. Врешті-решт все википає, коли Майк стає надто зарозумілим, і Гоппер змушує хлопця віддалятися від Одинадцяти. Незважаючи на їхні розбіжності, Гоппер все ще хоче, щоб Майк був у безпеці, наказуючи йому бути обережним перед останнім нападом, натякаючи, що він піклується про Майка та починає підтримувати його стосунки з Од. Майк був спустошений, коли дізнався про «смерть» Гоппера під час закриття воріт, але начальник поліції насправді пережив вибух і став ув'язненим у в'язниці Камчатки на наступні вісім місяців. Коли Гоппера було врятовано, він возз'єднався з Одинадцятою і Майком, сказавши останньому, що він виріс, перш ніж вони обійнялися, виявивши, що, незважаючи на їхні минулі розбіжності, вони піклуються один про одного.
6. Мюррей Бауман 
Гоппер був друзями та знайомими з Мюрреєм Бауманом, хоча вони іноді дратувалися один на одного. У 1985 році Гоппер звернувся за допомогою до Мюррея, коли він і Джойс захопили російського вченого Олексія, оскільки Гоппер знав, що Мюррей знає, як говорити російською. Через Олексія Мюррей, Джойс і Гоппер зрозуміли, що росіяни відкривають Ворота Навивороту, і поспішили зустрітися з членами партії, щоб розробити план знищення Ворот. Мюррей був засмучений, коли Гоппер зник. У наступному році Мюррей погодився приєднатися до Джойс у її поїздці на Камчатку, щоб врятувати Гоппера з в'язниці після того, як вона отримала листа, в якому повідомлялося, що Гоппер вижив. Коли вони возз'єдналися, Мюррей виявив несхвалення щодо плану Гоппера повернутися до в'язниці та вбити Демогоргона, вважаючи це самогубством. Однак Мюррей зрештою погодився і використав вогнемет, щоб послабити Демогоргона. Пізніше вони повернулися в Гокінс.

## Цікаві факти
1. Джим Гоппер довгий час носив стрічку для волосся його доньки. Після усиновлення Одинадцятої як своєї дочки, він передає стрічку їй.
2. Він любить чорну каву.
3. Перші три сезони Гоппер їздить на Chevrolet K5 Blazer. Його номерний знак — 98Y5, а поруч із номером — державний щит.
4. Джим Гоппер і Майк Вілер — єдині персонажі, які з'являються у всіх епізодах 1, 2 і 3 сезонів. В 4 сезоні Джим Гоппер був відсутній лише в одному епізоді.